# Уливето Терме (Пиза)
Уливето Терме је насеље у Италији у округу Пиза, региону Тоскана.
Према процени из 2011. у насељу је живело 1337 становника. Насеље се налази на надморској висини од 10 м.